# Jocelyn Angloma
Jocelyn Angloma (født 7. august 1965) er en fransk tidligere fodboldspiller, der spillede som professionel fra 1985 til 2007. 
Jocelyn Angloma spillede sin første, professionelle fodboldkamp med Stade Rennes i 1985. Fra midten af 1990'erne repræsenterede han de franske klubber Lille, Paris Saint-Germain og Marseille. Med Marseille vandt han Ligue 1 i 1992 og Champions League i 1993. 